# Křenovice (ort i Tjeckien, Olomouc)
Křenovice är en ort i Tjeckien.   Den ligger i regionen Olomouc, i den östra delen av landet, 220 km öster om huvudstaden Prag. Křenovice ligger 200 meter över havet och antalet invånare är 420.
Terrängen runt Křenovice är platt. Runt Křenovice är det ganska tätbefolkat, med 100 invånare per kvadratkilometer. Närmaste större samhälle är Prostějov, 19,5 km nordväst om Křenovice. Trakten runt Křenovice består till största delen av jordbruksmark.